# Battaglie del Mortirolo
Le battaglie del Mortirolo furono due battaglie combattute in Italia durante la seconda guerra mondiale nel 1945 a Monno, nell'Alta Vallecamonica, tra i partigiani delle Fiamme Verdi e i militi della Repubblica Sociale Italiana, vedendo la vittoria dei primi. Considerate da molti storici le più grandi battaglie campali sostenuta dalla Resistenza in Italia, la  prima, combattuta dal 22 al 27 febbraio del 1945, fu più modesta terminando con esiti negativi per le forze di Salò, la seconda vide invece gli schieramenti fronteggiarsi per quasi un mese, dal 9 aprile al 2 maggio del 1945, ultimo giorno della guerra.

## Premesse
Il gruppo delle Fiamme Verdi in Val Camonica si era formato nel 1944 grazie a un maestro elementare, Antonio Schivardi, e ad uno studente di veterinaria, Clemente Tognoli. La prima azione di rilievo avvenne il 9 giugno quando fu ucciso da alcuni partigiani di Sonico Enrico Tognù, segretario politico del fascio di Edolo.
Il 14 agosto i ribelli subirono la loro prima perdita importante: durante un'imboscata finalizzata alla cattura di un ufficiale tedesco il gruppo d'attacco fu sorpreso dall'arrivo di alcuni rinforzi e Antonio Schivardi, il comandante, per coprire la ritirata dei suoi uomini, fu colpito a morte.
Il Comando delle SS di Verona per riprendere il controllo della zona tra Corteno, Edolo e Ponte di Legno, richiamò in ottobre dal vicentino la 1ª Legione d'assalto "M" "Tagliamento", al comando del seniore Merico Zuccari, precedentemente impegnata nel mese di settembre nell'operazione "Piave", la feroce repressione antipartigiana sul monte Grappa.
I partigiani erano molto preoccupati dell'arrivo della Legione "Tagliamento" e trasmisero questa preoccupazione, in un messaggio radio, agli Alleati: 
 «Dal 25 ottobre continua concentramento di truppe Sonico et Edolo et Ponte di Legno con mortai, cannoni, autoblinde et intenzioni nemiche liberare la Val Camonica dal pericolo dei patrioti annientando le formazioni di Fiamme Verdi. Nostri mezzi non permettono ulteriore resistenza se non portate vostro aiuto.»
Anche le forze fasciste, tuttavia, ritenevano di essere in pericolo: 
 «Nella zona di Edolo persiste la nota situazione di reciproco rispetto tra fuorilegge e comando germanico. La zona è diventata, conseguentemente, rifugio di banditi e ricercati che ivi si recano per sfuggire ai rastrellamenti che avvengono in altre zone. Al Tonale sono concentrati e addetti ai lavori di fortificazione circa 3 000 uomini che si ritengono indipendenti e palesano apertamente la loro avversione per la RSI. I germanici non vengono toccati, ma se nella zona i banditi riescono a catturare militi o fascisti, li uccidono.»

## Prima battaglia
All'inizio di febbraio del 1945 per ordine del generale delle SS, Karl Heinz Bürger, comandante della polizia tedesca nell'Italia Settentrionale– Est (Veneto e Lombardia Orientale) con sede a Verona, venne assegnato alla  Legione Tagliamento il compito di conquistare il passo del Mortirolo, zona strategica che mette in comunicazione l'alta Valcamonica con la Valtellina e che da diverso tempo era diventato un nascondiglio sicuro per soldati americani fuggiti alla prigionia, disertori dell'esercito di Salò e partigiani. Inoltre era intenzione delle forze tedesche assicurarsi il pieno controllo della statale 42 del Tonale e della Mendola, vitale per i movimenti delle truppe in ritirata verso il Trentino e Bolzano che non potevano percorrere la statale 12 del Brennero.
La maggior parte delle forze tedesche si erano ritirate dalla valle lasciando alla "Tagliamento" il controllo della zona, sotto il comando del colonnello Merico Zuccari. I partigiani, con una forza complessiva di circa 250 combattenti al comando dell'ex capitano degli alpini, Romolo Ragnoli, comandante della Divisione Fiamme Verdi "Tito Speri", erano stati però nel frattempo avioriforniti dagli americani con armi e vettovagliamenti, ed avevano eseguito numerosi lavori di fortificazione sul passo ripristinando i trinceamenti della prima guerra mondiale.
Le truppe fasciste, col supporto di pochi soldati tedeschi di una sezione di artiglieria, avevano progettato l'attacco per il mese di febbraio ma i partigiani, avvertiti dei preparativi, poterono organizzarsi e reperire anche un cannoncino da campagna. Il 22 partì l'azione ma gli attaccanti furono bloccati dal pesante fuoco di sbarramento e si ritirarono rimanendo impacciati nella neve. Le divise invernali, inoltre, erano di panno scuro e questo permise ai partigiani di bersagliarli con precisione.
Il giorno successivo gli attaccanti provarono un attacco con più uomini e riuscirono ad avvicinarsi pericolosamente alle linee dei difensori. Nonostante tutto non riuscirono però a sfondare e dovettero ritirarsi lasciando sul campo i corpi dei compagni morti che avevano con sé molto materiale, tra cui bombe a mano, fucili Modello 91 e mitragliatrici.

## Seconda battaglia
La mattina del 9 aprile Merico Zuccari ordinò l'avvio dell'"Azione Mughetto", ossia al 63º Battaglione "M" della Legione Tagliamento di risalire la vallata e di portare nuovi attacchi alle forze partigiane asserragliate sul monte, più forti dei precedenti. L'azione fu supportata anche da 300 uomini del II Battaglione di Waffen SS italiane dell'82º Reggimento Granatieri al comando del maggiore Sergio Bianchi, provenienti da Como, e da due Compagnie della 5ª Brigata nera mobile alpina "Enrico Quagliata" al comando del tenente colonnello Arturo Pellegrini. Nonostante vari attacchi, nessuno di questi riuscì a piegare le linee dei partigiani. Fondamentale per la vittoria fu la posizione predominante delle Fiamme Verdi: questa era infatti un sistema in trincee e fortificazioni sulla cima della montagna del Mortirolo risalenti alla prima guerra mondiale, da cui bersagliavano facilmente le truppe nazi-fasciste.
Lo scontro più aspro si ebbe il 19 aprile: alle 6:00 di mattina gli obici tedeschi, situati nel fondovalle, iniziarono a bombardare la sommità del passo. Il bombardamento terminò all'incirca a mezzogiorno e si concentrò su una cascina dove era stato localizzato il comando partigiano. Seguì quindi un attacco coordinato tra le forze della "Tagliamento", preponderanti, e alcuni reparti della Wehrmacht che cercavano di ritirarsi dalla Val Camonica: l'offensiva fu su un ampio fronte e proseguì anche oltre l'inbrunire. A nulla servirono il coraggio e l'ottimo comportamento degli attaccanti poiché le posizioni erano site troppo in alto; quando giunse la sera, protetti da granate fumogene, i nazi-fascisti si ritirarono lasciando però sul campo i feriti.
Nei giorni successivi continuarono gli assalti ma furono portati avanti per la maggior parte da sbandati in ritirata senza creare problemi ai difensori.
Il 2 maggio, ultimo giorno di guerra, furono sparati anche gli ultimi colpi mentre gli ultimi reparti della 1ª Legione d'assalto "M" "Tagliamento" ripiegarono in armi verso il passo del Tonale per arrendersi al CLN di Revò e a Fondo, in Trentino, il 5 maggio. Anche questa battaglia vide la piena vittoria dei partigiani.